# 魔法师 (小说)
《魔法师》（英文：The Enchanter：俄文：Волшебник，Volshebnik）是弗拉基米尔·纳博科夫的一部中篇小说，也是他最后一部用俄文写作的作品，1939年写于巴黎。纳博科夫完成后一直没有发表，直到他去世后，他的儿子 德米特里·纳博科夫于1986年将这部小说翻译成英语，次年出版。原来的俄文版本于1991年推出。故事涉及主人公的恋童癖，因此与《洛丽塔》主题相关联，也是后书的预兆。

## 手稿的历史
纳博科夫只向少数人展示过书稿，后来在来美国的过程中丢失了书稿，相信他已经销毁了手稿。然而，1959年，他在伊萨卡找回了它，当时他已经出版了《洛丽塔》。他重读《魔法师》，称之为“精确而清晰”，但没有出版，只是暗示将来纳博科夫的家人可以翻译。德米特里·纳博科夫称之为他父亲的一部“重要而成熟”的作品，在其去世后翻译并出版。出版的作品还包含弗拉基米尔关于《魔法师》的评论，以及德米特里的一篇后记，题目为《关于一本名为魔法师的书》（On a Book Entitled the Enchanter）。

## 情节
这个故事本质上不受时间和地点的限制。未命名的主人公是一个中年男子，渴望追求某种类型的少女。他迷恋在公园里遇见的一个女孩，为了接近她，而和她母亲结婚。母亲已经生病，很快就去世了，女儿由他照顾。他带着她离开，意图把她困在无尽的旅程中。旅行的第一个晚上，他们在法国里维埃拉住宿。当她睡着的时候，他开始行动，惊醒的女孩尖叫起来。他震惊于自己是个怪物，跑到街上，冲到一辆快速行驶的卡车前面。
主人公在整个故事中都处于冲突之中，试图合理化自己的行为，同时又感到厌恶。“我怎么能接受自己呢？”他像棋手一样行动。但是，在他似乎已经达成了目标之后，又震惊于女孩的反应。这时要达成和谐的唯一方法，就是毁灭自己。

## 与《洛丽塔》的关联
纳博科夫本人称《魔法师》为“前《洛丽塔》”。

## 德米特里·纳博科夫的后记
与纳博科夫的《关于一本名为洛丽塔的书》相呼应，他的儿子在译文后面加上了他的一篇后记，题目为《关于一本名为魔法师的书》（On a Book Entitled the Enchanter）。德米特里·纳博科夫指出，他的父亲特别希望将"Volshebnik"翻译为“魔法师”，而不是“魔术师”。